# Werbka (rejon czeczelnicki)
Werbka  (ukr. Вербка) – wieś na Ukrainie, w obwodzie winnickim, w rejonie czeczelnickim, na wschodnim Podolu.

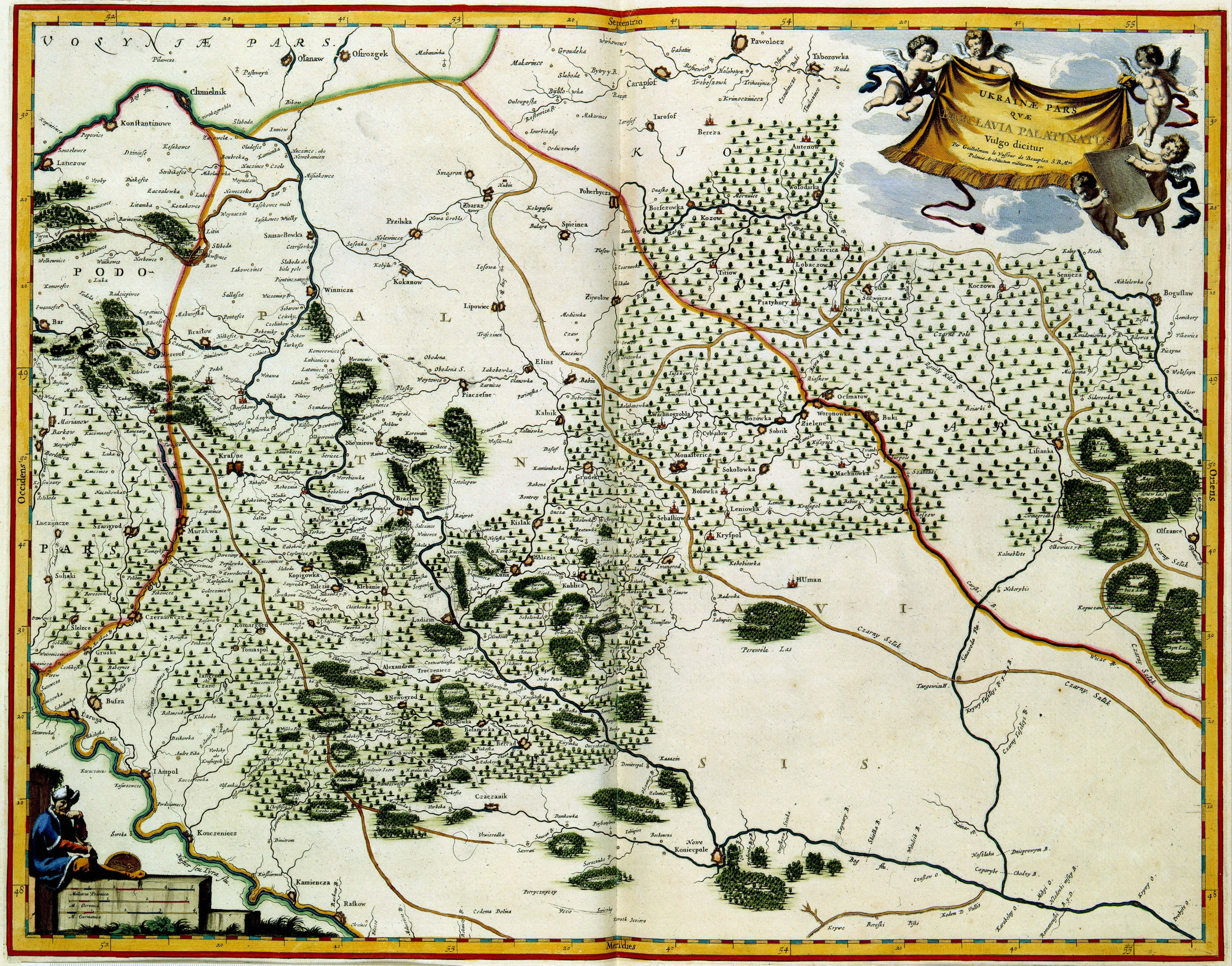
Mapa województwa bracławskiego z 1648 r. z Werbką zaznaczoną pod nazwą Verbeka (w dolnej części mapy)

W czasach I Rzeczypospolitej wieś leżała w województwie bracławskim w prowincji małopolskiej Korony Królestwa Polskiego. W 1789 była prywatną wsią należącą do Lubomirskich. Odpadła od Polski w wyniku II rozbioru.